# Sinodrepanus rex
Sinodrepanus rex là một loài bọ cánh cứng trong họ Bọ hung (Scarabaeidae).